# 翅灰夜蛾属
翅灰夜蛾属（学名：Harmodia）是夜蛾科下的一个属。

## 下属物种
本属包括以下物种：
- 斑翅灰夜蛾 Harmodia nana Bott
- 藜夜蛾 Harmodia rivalaris (Fabridius）